# Reconquista
Se denomina Reconquista al período de la historia de la península ibérica de aproximadamente 780 años entre la conquista omeya de Hispania en 711 y la caída del reino nazarí de Granada en 1492 ante los reinos cristianos en expansión: esta conquista de Granada marca el final del período.
La historiografía tradicional utiliza el término «Reconquista» a partir del siglo XIX como concepto nacionalista español.Previamente se conocía como «restauración» de los reinos cristianos visigodos, entendida como la conquista de nuevos terrenos por unas nuevas monarquías cristianas que pretendían legitimar el orden político y religioso de dichas monarquías vinculandolas con el antiguo reino visigodo.
El comienzo de la Reconquista se marca con la batalla de Covadonga (718 o 722), la primera victoria conocida de las fuerzas militares cristianas en la península ibérica desde la intervención militar de las fuerzas combinadas árabe-bereber de 711. En esa pequeña batalla, un grupo liderado por el noble Pelayo derrotó a una patrulla musulmana en las montañas de la cordillera cantábrica y estableció el reino cristiano independiente de Asturias. La Reconquista terminó con la conquista del emirato de Granada, el último estado musulmán en la península, en 1492, la conquista y caída fue precedida por las Capitulaciones de Granada o Tratado de Granada (1491).
Después de 1492 toda la península fue controlada por gobernantes cristianos. La Reconquista fue seguida por el Edicto de Granada (1492) que expulsó a los judíos de Castilla y Aragón que no se convirtieron al cristianismo, y una serie de edictos (1499-1526) que forzaron las conversiones de los musulmanes en España, y en 1609-1610, su destierro. Desde mediados del siglo XIX, la idea de una «reconquista» se arraigó en España asociada a su creciente nacionalismo y colonialismo.

## El término «Reconquista»: historiografía y tradición

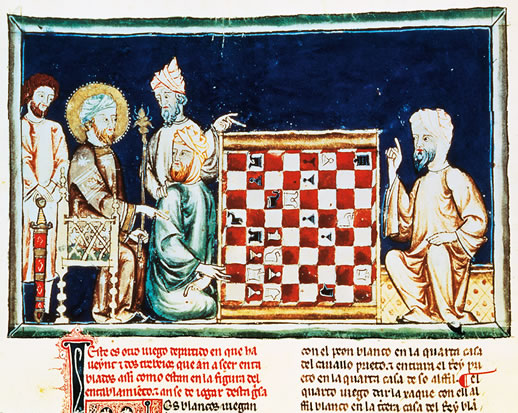
Libro de los juegos

La «Reconquista» constituyó para los distintos reinos y señoríos surgidos en el aislamiento del norte montañoso de la Península un proceso restaurador y liberador, no solo del territorio, sino de la numerosa población cristiana hispano-visigoda (mozárabes), que permaneció durante siglos en el territorio ocupado. Resultaban ser los verdaderos herederos del reino visigodo, y su apelación constante al auxilio de los reinos cristianos, suponía para las autoridades musulmanas un problema que surgía periódicamente y que era resuelto con persecuciones y deportaciones de distinto grado.
Según esta misma visión tradicional la temprana reacción en la cornisa cantábrica en contra del islam (Don Pelayo rechazó a los sarracenos en Covadonga apenas siete años después de que atravesaran el estrecho de Gibraltar), y el rechazo del territorio actualmente francés después de la batalla de Poitiers del año 732, sustentan la idea de que la Reconquista sigue casi inmediatamente a la conquista árabe. Incluso, «gran parte de dicha cornisa cantábrica jamás llegó a ser conquistada», lo cual viene a justificar la idea de que la conquista árabe y la reconquista cristiana, de muy diferente duración (muy corta la primera y sumamente larga la segunda), se superponen. Teniendo en cuenta esta posible superposición, podría considerarse como una sola etapa histórica, sobre todo si tenemos en cuenta que la batalla de Guadalete, la primera batalla por defender el reino visigodo en el año 711, marca el inicio de la conquista musulmana.
Sin embargo, algunos académicos, como los historiadores Abilio Barbero y Marcelo Vigil, han manifestado que el término de «Reconquista» podría ser inexacto, pues los reinos cristianos que «re-conquistaron» el territorio peninsular se constituyeron con posterioridad a la invasión islámica, a pesar de los intentos de estas monarquías por presentarse como herederas directas del antiguo reino visigodo. Se trataría más bien de un afán de legitimación política de estos reinos, que de hecho se consideraban reales herederos y descendientes de los visigodos, así como de un intento por parte de los reinos cristianos de justificar sus conquistas, por otro lado esta versión choca con el hecho indiscutible de la finalidad religiosa de la reconquista por restablecer el catolicismo en toda la península.

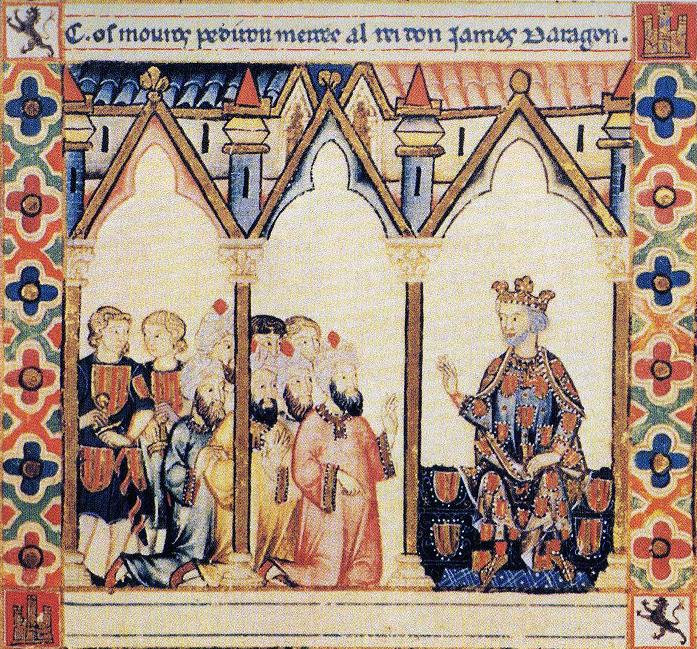
Jaime I de Aragón, Cantigas de Santa María

Por otro lado, el término parece confuso, considerando que tras el derrumbe del Califato a comienzos del siglo XI, los reinos cristianos optaron por una política de dominio tributario –parias– sobre las taifas en lugar de una clara expansión hacia el sur, y las pugnas entre las diferentes coronas –y sus luchas dinásticas–, que solo alcanzaron acuerdos de colaboración contra los musulmanes en momentos puntuales.
En 1936, el Diccionario de la lengua española de la Real Academia Española (RAE) incorporó una segunda acepción al término «reconquista»: «Recuperación del Territorio hispano invadido por los musulmanes en 711 d.C. que termina con la toma de Granada en 1492». Y precisa que en ese caso debe escribirse con mayúscula inicial. Algunos historiadores cuestionan el vocablo porque lo consideran más fruto de la ideología que de la realidad. La mayoría de los estudiosos del periodo creen que esencialmente lo que se dio en aquel periodo fue un proceso de expansión o de conquista de un territorio en manos de los musulmanes. No una reconquista.
Durante el Siglo de Oro algunos poetas definieron y denominaron a los españoles como «godos» (como dijo Lope de Vega: «eah, sangre de los godos»), y durante las guerras de independencia en América, eran también así llamados por los independentistas americanos (de ahí procede el uso despectivo que se emplea en Canarias para referirse al español peninsular). Es por ello, que los críticos del término lo consideran un concepto parcial, pues solo transmite la visión cristiana y europea de este complejo proceso histórico, soslayando el punto de vista de los musulmanes andalusíes; también puede decirse que en el lado cristiano existía conciencia de «reconquista».

### Debate historiográfico acerca de la «Reconquista»
En su España invertebrada (1922), José Ortega y Gasset, desde la filosofía afirmaba que «Un soplo de aire africano los barre [a los visigodos] de la Península (...) Se me dirá que, a pesar de esto, supimos dar cima a nuestros gloriosos ocho siglos de Reconquista. Y a ello respondo ingenuamente que yo no entiendo cómo se puede llamar reconquista a una cosa que dura ocho siglos». Eloy Benito Ruano, medievalista español, contradijo a Ortega afirmando que la larga duración, ochocientos años, no es un argumento de peso para invalidar la Reconquista como fenómeno: «Argumento que, a nuestro juicio, puede rebatirse con la invocación de tantos procesos y fenómenos históricos como pueden ser, en sus diversas proporciones, el cristianismo, el feudalismo, la institución monárquica... Sujetos todos hoy incluibles en la moderna concepción braudeliana (de Braudel) de la longue durée.»

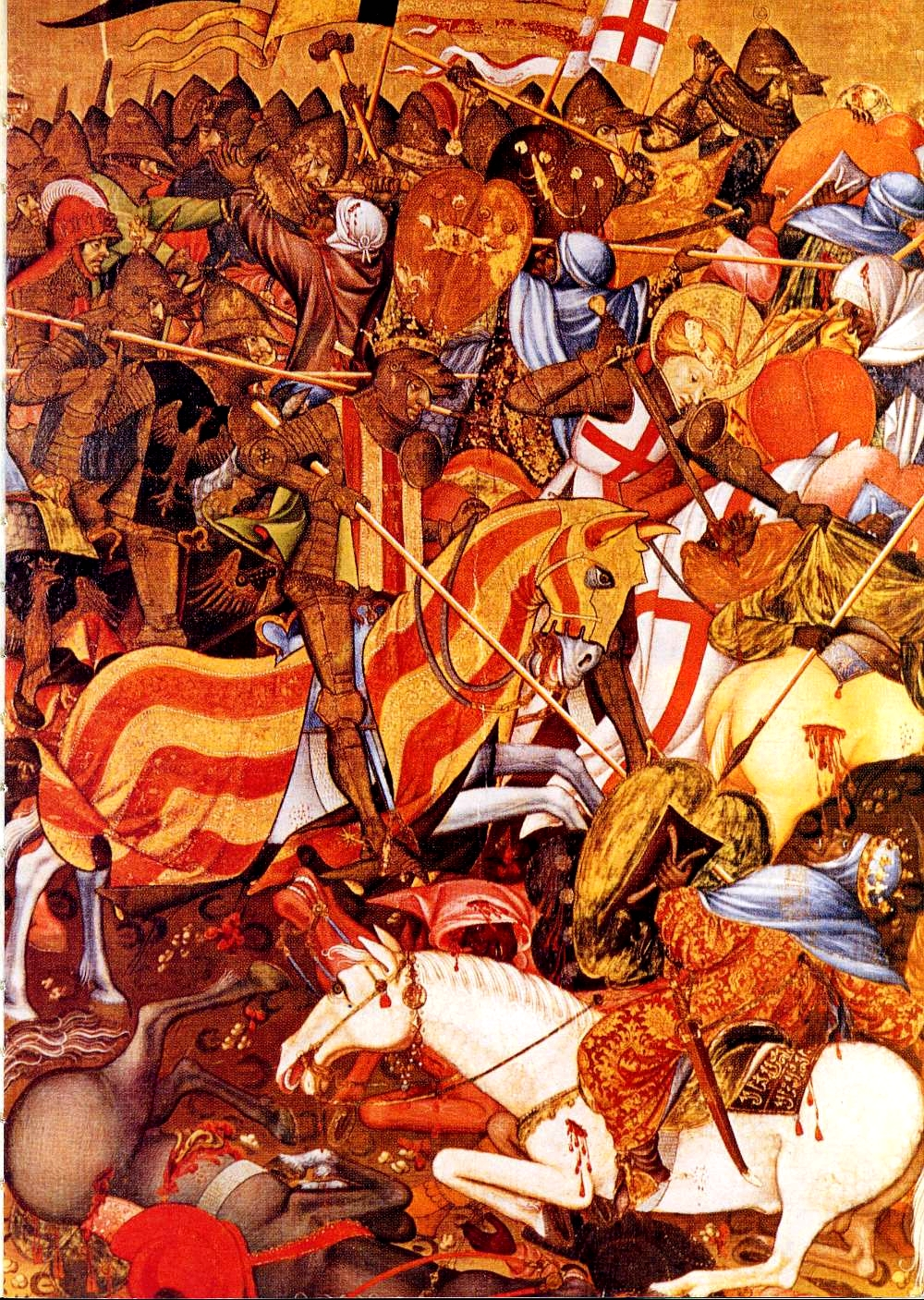
Batalla del Puig, de Marzal de Sas

En 1965 los historiadores Marcelo Vigil y Abilio Barbero de Aguilera propusieron que los pueblos del norte peninsular presentaban en la Alta Edad Media un bajo nivel de romanización y cristianización. Según estos autores, estos pueblos, que habían resistido tanto a romanos como visigodos, rechazarían del mismo modo la invasión árabe. Teniendo esto en cuenta, estos autores afirmaron que: «el fenómeno histórico llamado reconquista no obedeció en sus orígenes a motivos puramente políticos y religiosos (...). Debió su dinamismo a ser la continuación de un movimiento de expansión de pueblos que iban alcanzando formas de desarrollo económico y social superiores». Aunque tuvo cierta acogida entre algunos historiadores españoles del momento como José Luis Martín Rodríguez, otros como Claudio Sánchez-Albornoz rechazaron esta propuesta desde el mismo momento de su publicación. En 1992, José Miguel Novo Güisán publicó un trabajo donde afirmaba que sí había un alto grado de romanización en los pueblos del norte peninsular ya en el Bajo Imperio Romano, contradiciendo la propuesta de Marcelo Vigil y Abilio Barbero.
Escritores como Ignacio Olagüe Videla, en La revolución islámica en Occidente (1974), consideran que la invasión militar árabe es un mito y sostienen que la creación de al-Ándalus fue el resultado de la conversión de gran parte de la población hispana al islam. Estas tesis han sido estudiadas por el conocido arabista González Ferrín en su obra Historia general de Al-Andalus, en la que sobre la Reconquista dice «que en verdad nunca existió». También plantea que al-Ándalus «constituye un eslabón insustituible de la historia europea». Olagüe afirma en La revolución islámica en Occidente: «Creen los historiadores que ha sido invadida España por unos nómadas llegados desde el Hedjaz, sin habérseles ocurrido medir en un mapa el camino que era menester andar, ni tampoco estudiar en obras de geografía los obstáculos que era necesario vencer en tan larguísimo viaje». Las hipótesis de Olagüe no cuentan con ningún apoyo significativo en la historiografía actual. La obra de Olagüe ha sido calificada de «historia ficción» y rechazada en círculos académicos. La arqueología y los textos antiguos desmienten esta teoría, ya que son abundantes las fuentes clásicas y los restos arqueológicos que prueban que la conquista islámica fue violenta, con numerosas batallas y asedios, con poblaciones enteras exterminadas por los ejércitos islámicos, como en Zaragoza o Tarragona durante la Conquista del norte. Además, tanto en fuentes cristianas como musulmanas, aparecen numerosas citas acerca de los elevados impuestos especiales que debían pagar solo los no musulmanes, como la gizya, harag, así como leyes que tratan con inferioridad a los no musulmanes.
Los medievalistas franceses Charles-Emmanuel Dufourcq y Jean Gautier-Dalché, en su obra La España cristiana en la Edad Media (1983) califican al proceso de conflictos entre cristianos y musulmanes como reconquista:

Entre los siglos VIII y XV, la historia de la Península Ibérica es en gran parte la historia de la lucha contra los musulmanes a cargo de estos núcleos preislámicos que no habían sido sometidos o que habían escapado pronto a su dominio: núcleos que se consolidaron poco a poco como Estados, recibiendo cada uno un nombre particular. Por el contrario, sus habitantes llamaron Spania a toda la zona —cualquiera que fuese su variable extensión— que el islam dominaba; los árabes, por su parte, la designaban con el nombre de Al-Andalus. La lucha entre ambas partes de la Península —es decir, la cristiana, fragmentada, y la musulmana, tan pronto unida como desmenuzada en diversos reinos— se convirtió en la reconquista: se entiende, reconquista de la parte musulmana por los cristianos.
Charles-Emmanuel Dufourcq y Jean Gautier-Dalché, La España cristiana en la Edad Media (1983)

Derek William Lomax, escritor e hispanista británico especializado en la literatura medieval española, escribió en su libro La Reconquista (1984):

La Reconquista es un marco conceptual utilizado por los historiadores. Pero, a diferencia del concepto de Edad Media, no se trata de un concepto artificial. Por el contrario, la Reconquista fue una ideología inventada por los hispano-cristianos poco después del año 711, y su realización efectiva hizo que se mantuviera desde entonces como una tradición historiográfica, convirtiéndose también en objeto de nostalgia y en un cliché retórico de los publicistas tanto tradicionales como marxistas.

El catedrático arabista Serafín Fanjul, en sus libros Al-Andalus contra España (2000) y La quimera de Al-Andalus (2004), desmonta los mitos de una invasión poco violenta, la idealización de la convivencia de culturas o religiones en al-Ándalus y usa el término reconquista, entendiéndolo como la recuperación por parte de las comunidades cristianas del territorio invadido por los musulmanes. En Al-Andalus contra España, Fanjul afirma: «Pero será en el reinado de Alfonso III (866-911) y al socaire de la incipiente reconquista, cuando la Crónica profética anuncie ya la vuelta del reino de los godos y la recuperación de todo el suelo de España bajo la égida del mismo rey».
Eloy Benito Ruano, historiador medievalista español, escribió en el año 2002: «Exaltada en general su valoración a lo largo de los siglos, tanto por su propia cronística como por la simple intuición de la masa española, esta versión ha venido siendo objeto de un generalizado en ingenuo (sincero) «patriotismo», por lo general perfectamente lícito». Sobre las reacciones en contra de la visión tradicional de la Reconquista, opina que no son argumentos válidos la larga duración del proceso, ya que otros fenómenos de la historia han sido igual de largos, ni la supuesta ausencia de una ideología reivindicadora en la élite, ya que estuvo presente por escrito a partir de la Crónica albeldense (año 833), ni la falta de continuidad en el proceso, ya que el espíritu de confrontación, según su opinión, siempre estuvo presente. Eloy cita a la historiadora francobelga Adeline Rucquoi «La Reconquista es una realidad y tiene su historia».
Julio Valdeón Baruque, medievalista y catedrático de Historia Medieval de la Universidad de Valladolid, define la Reconquista en su obra El concepto de España (2006) como «recuperación»:

El término «Reconquista», como es sabido, se reﬁere a la actividad militar desarrollada por los combatientes cristianos a lo largo de los diversos siglos de la Edad Media, con la ﬁnalidad de recuperar todos aquellos territorios que cayeron, durante las primeras décadas del siglo VIII, en poder de los invasores musulmanes procedentes de las tierras occidentales del norte de África. De hecho, con la excepción de los territorios situados al otro lado de la Cordillera Cantábrica y de los montes Pirineos, el resto de la península Ibérica, así como las tierras adyacentes (islas Baleares), habían sido ocupadas con una gran facilidad por los ejércitos islamitas. De todos modos, el término «Reconquista», que quiere decir recuperación, y no descubrimos con ello ningún secreto, solo es aplicable al ámbito de la España cristiana y no tiene ninguna relación con lo sucedido en aquellos tiempos en los territorios de al-Andalus.
Julio Valdeón Baruque, La Reconquista: El concepto de España (2006)

El historiador Domínguez Ortiz, en su trabajo España. Tres milenios de historia (2000), explica lo dilatado del proceso con una falta de solidaridad del mundo cristiano en la causa peninsular frente a los musulmanes: «La Conquista y posterior Reconquista (...) cuatro años de Conquista, seis siglos de Reconquista. (...) una disimetría tan llamativa ha de buscarse no sólo en la diversa actitud de las poblaciones concernidas, sino en una mayor solidaridad de los musulmanes a uno y otro lado del Estrecho frente a la ayuda muy escasa (...) que a la España cristiana llegó a través de los pasos pirenaicos».
Los medievalistas García de Cortázar y Sesma Muñoz,  en su trabajo Manual de Historia Medieval (2014), señalan: «Entendido como un proceso de colonización, la Reconquista fue resultado de una combinación de estímulos demográficos, económicos, ideológicos, políticos y militares, y se desarrolló entre comienzos del siglo XI y finales del XIII».
El medievalista español Ladero Quesada opina sobre el término reconquista que, aunque la palabra comenzó a usarse a comienzos del siglo XIX, ya existía una ideología afín a este concepto empleada por las monarquías de los reinos medievales cristianos en su avance peninsular:

Aunque la palabra «reconquista» es un neologismo, difundido en los primeros decenios del siglo XIX, el concepto ha sido un núcleo principal de interpretación de la historia española, desde el siglo XII, e incluso antes, hasta tiempos recientes. (...) el concepto de recuperación/restauración fue el motor ideológico y el elemento de propaganda más importante de los utilizados por los dirigentes de los reinos de España en los siglos medievales, y, segundo, que, evidentemente, las guerras de conquista, los procesos de colonización y la condición de tierras de frontera marcaron durante siglos la realidad de aquellos reinos.
Miguel Ángel Ladero Quesada, La formación medieval de España, 2014

Y en su obra Lecturas sobre la España histórica (1998), Ladero sentencia:

«Actualmente, muchos consideran espurio el término Reconquista para describir la realidad histórica de aquellos siglos, y prefieren hablar simplemente de conquista y sustitución de una sociedad y una cultura, la andalusí, por otra, la cristiano-occidental; pero aunque esto fue así, también lo es que el concepto de Reconquista nació en los siglos medievales y pertenece a su realidad en cuanto que sirvió para justificar ideológicamente muchos aspectos de aquel proceso».
Miguel Ángel Ladero Quesada Lecturas sobre la España histórica (1998) p.334

La Hispania visigoda en el momento de la invasión musulmana, durante la guerra civil

Hispania 721 d. C. una vez finalizada la conquista musulmana de los últimos reyes visigodos cristianos de Narbona

Manuel González, historiador español, señaló en 2005: «La Reconquista en manos de unos y de otros se había convertido en un tópico retóricamente exaltado y objeto de culto o en uno de esos conceptos que había que extirpar y combatir. Creo que ambas posturas son igualmente erróneas, porque ambas adolecen del mismo defecto: el de reducir la enorme complejidad del hecho histórico de la Reconquista a una sola de sus múltiples facetas». Y sentencia: «La idea de reconquista, a despecho de modernas teorías y hasta el descrédito que en determinados círculos académicos e intelectuales haya podido tener o tenga, sigue en pie».
Federico Ríos Saloma, doctor en Sociedad y cultura medieval, afirma en un artículo publicado en 2008 que el concepto de reconquista apareció por primera vez en 1646 en la obra Histórica relación del Reyno de Chile y de las misiones y ministerios que exercita la Compañía de Jesús. Aunque reconoce que en la Crónica profética del año 883 ya se plantea un deseo de expulsión de los musulmanes de la península ibérica, opina que el proyecto de Alfonso III tenía un carácter más restaurador que de recuperación. Federico señala tres corrientes actuales en el debate en torno a lo que fue la reconquista: La primera corriente está representada por Derek Lomax y Manuel González. Consideran que la conquista militar del territorio andalusí debía interpretarse como una reconquista, ya que desde el reinado de Alfonso III «la reconquista era algo más que un proyecto nebuloso» y, además, un hecho histórico con una dimensión espiritual, material y económica. La segunda corriente es defendida por Thomas Deswarte: deduce que la conquista militar fue una fase previa a la restauración política y eclesiástica promovida por los monarcas astur-leoneses, aferrados a una concepción singular del mundo por la herencia política visigoda y con elementos del pensamiento tardo-romano y agustiniano. La tercera corriente, concebida desde un enfoque materialista (marxista), se halla representada por Abilio Barbero, Marcelo Vigil, José María Mínguez y Joseph Torró, y entiende la conquista militar de al-Ándalus como una fase más del proceso general de expansión del Occidente cristiano ocurrido a lo largo de los siglos del alto y pleno medievales
En 2010 Eduardo Manzano Moreno destacó que las crónicas de la época de Alfonso III de Asturias se escribieron en un momento —la segunda mitad del siglo IX y principios del siglo X— en el que al-Ándalus estaba atravesando una profunda crisis, lo que les hizo pensar a los cronistas que el fin de la presencia musulmana en la península ibérica estaba cerca. «Cuando esas circunstancias se frustraron, el programa se reajustó de acuerdo con las nuevas condiciones que la historia de los siglos posteriores fue aportando, aunque es evidente que la idea de «pérdida» y de «recuperación» de lo perdido siguió estando presente a lo largo de los siglos». Pero esas menciones posteriores «atenuaron muy considerablemente el componente religioso. Así, en pleno siglo XIV don Juan Manuel decía que hay guerra entre los cristianos y los moros y la habrá hasta que hayan tomado los cristianos las tierras que los moros tienen capturadas, pero negaba que el conflicto tuviera un trasfondo religioso ya que ni por la ley, ni por la secta que tienen [los moros] habría guerra entre ambos».
Años más tarde, el mismo Eduardo Manzano Moreno defendió que el vocablo «reconquista» presupone equivocadamente la continuidad entre los reinos y condados cristianos del norte y la Monarquía visigoda anterior a la conquista musulmana de la península ibérica, con lo que al-Ándalus habría sido simplemente un paréntesis histórico en la evolución peninsular. Este historiador también cuestiona el uso del término «repoblación» pues añade la noción de que al-Ándalus «fue convenientemente borrado de manera súbita y radical después de la ocupación cristiana». Así, Manzano Moreno propone abandonar el binomio «reconquista»/«repoblación» para referirse a la expansión cristiana, lo que «no implica ―matiza― que la ocupación de enclaves y territorios no alterara sustancialmente situaciones previas, ni que hubiera importantes abandonos de ciertos enclaves, ni que, en fin, se impusieran formas de encuadramiento nuevas que acabaron configurando los caracteres presentes en las sociedades bajomedievales. Hubo, pues, ciertas continuidades, pero también cambios dramáticos, y estos últimos no hicieron más que incrementarse con el paso del tiempo hasta llegar a hacer irreconocible la antigua sociedad andalusí».
En 2018 la revista Al-Ándalus y la historia organizó un debate sobre el uso término «Reconquista» en el que participaron Alejandro García Sanjuan, de la Universidad de Huelva, y Carlos de Ayala Martínez, de la Universidad Complutense de Madrid. El primero rechazó el uso del vocablo debido a su carga ideológica «nacional-católica» que imposibilita su aplicación a la realidad medieval peninsular. El segundo, tras reconocer las limitaciones que plantea el uso del término, defendió su validez entendido, no como un hecho histórico, sino como la ideología que crearon los reinos cristianos del norte para legitimar sus conquistas sobre el territorio andalusí.
Por otro lado, para los cristianos peninsulares este proceso no terminó con la conquista de Granada (1492), sino que continuó en el norte de África septentrional, con el objeto de «restituir» el territorio de la Mauritania hispana, que era parte de Hispania desde la división del emperador romano Diocleciano, doce siglos atrás. Las conquistas de los Reyes Católicos en el norte de África (Melilla, Cazaza, Mazalquivir, Orán), y anteriormente las de los reyes portugueses, (Ceuta, Tánger) estaban también basadas en el mismo principio de restauración. Sin embargo, la historiografía romántica española del siglo XIX omitió la continuidad que tenía para los cristianos peninsulares el norte de África restringiendo el concepto de Hispania a «la península» y como consecuencia que la reconquista terminó cuando se tomó la ciudad de Granada.
El hispanista británico Henry Kamen niega el término Reconquista alegando que «ninguna campaña militar dura ocho siglos» y que el vocablo no aparece hasta 1796 cuando lo empiezan a usar los conservadores «para subrayar la supuesta gloria de España, usando un concepto equivocado para servir a una ideología».

## Final del reino visigodo de Toledo y aparición de los primeros focos de resistencia cristiana
En 711 se produjo en la península ibérica la primera incursión musulmana, compuesta por 7000 bereberes enviados por el gobernador Musa ibn Nusair y comandados por Tárik. Zarparon desde el norte de África y entraron en la península ibérica por Gibraltar (que precisamente debe su nombre actual a Tárik, «Jebel al-Tarik»). Roderic o Roderico (Don Rodrigo), uno de los últimos reyes visigodos, intentó rechazar esta incursión, siendo derrotado y perdiendo la vida en la batalla de Guadalete (o laguna de la Janda). Ese mismo año Tarik entró en Toledo, la capital de los visigodos. Tárik fue llamado a informar al califato, viajando a la capital Damasco, y nunca más volvió.[cita requerida] Su lugar lo ocupó el gobernador Abd al-Aziz, más conocido por la historiografía como «Musa». En el año 712 Musa cruzó el estrecho con más de 18 000 guerreros musulmanes, tanto árabes como bereberes, y conquistó Sevilla, Mérida y Zaragoza, realizando además incursiones en Galicia, León y Asturias. Con Musa da comienzo lo que se conoce como Emirato dependiente. Los invasores se sirvieron del sistema de calzadas romano para avanzar entre el año 711 y el 714 por el territorio, dejando guarniciones en puntos clave.
A partir de este momento los musulmanes empezaron una política de tratados con los nobles visigodos, como el de Teodomiro en Murcia, que unido a una política relativamente tolerante con judíos y cristianos, les permitió controlar la mayor parte de la península en pocos años. El pacto entre Teodomiro y Abdelaziz, firmado el 5 de abril de 713, donde se mantenía en el poder a las viejas autoridades hispanogodas a cambio de algunas concesiones, lealtad a Damasco y el pago de tributos:

En el Nombre de Dios, el Clemente, el Misericordioso. Edicto de ‘Abd al-‘Aziz ibn Musa ibn Nusair a Tudmir ibn Abdush [Teodomiro, hijo de los godos]. Este último obtiene la paz y recibe la promesa, bajo la garantía de Dios y su profeta, de que su situación y la de su pueblo no se alterará; de que sus súbditos no serán muertos, ni hechos prisioneros, ni separados de sus esposas e hijos; de que no se les impedirá la práctica de su religión, y de que sus iglesias no serán quemadas ni desposeídas de los objetos de culto que hay en ellas; todo ello mientras satisfaga las obligaciones que le imponemos. Se le concede la paz con la entrega de las siguientes ciudades: Uryula [Orihuela], Baltana, Laqant [Alicante], Mula, Villena, Lurqa [Lorca] y Ello. Además, no debe dar asilo a nadie que huya de nosotros o sea nuestro enemigo; ni producir daño a nadie que huya de nosotros o sea nuestro enemigo; ni producir daño a nadie que goce de nuestra amnistía; ni ocultar ninguna información sobre nuestros enemigos que pueda llegar a su conocimiento. Él y sus súbditos pagarán un tributo anual, cada persona, de un dinar en metálico, cuatro medidas de trigo, cebada, zumo de uva y vinagre, dos de miel y dos de aceite de oliva; para los siervos, sólo una medida. Dado en el mes de Rayab, año 94 de la Hégira [713]. Como testigos, ‘Uthman ibn Abi ‘Abda, Habib ibn Abi ‘Ubaida, Idrís ibn Maisara y Abu l-Qasim al-Mazali.
Ibn Idari, Libro de la increíble historia de los reyes de al-Andalus y Marruecos (s. XIV) (Traducción F. Maíllo Salgado)

Poco tiempo después del inicio de la invasión surgieron en el seno de los vencedores diversas disputas entre árabes y bereberes, y dentro de los árabes, entre qaysíes y yemeníes. En 716 Abd al-Aziz fue asesinado en Sevilla y se inició una crisis tal que en los siguientes cuarenta años (hasta el año 756, con la llegada de Abderramán I), se sucedieron veinte gobernadores, período conocido como Emirato dependiente. Desde Siria se mandaron tropas árabes con el propósito de sofocar una revuelta de los bereberes, que se sentían marginados por la mayoría árabe.
En el año 716, con el centro de poder ya establecido en Córdoba, los árabes comenzaron a dirigir sus fuerzas hacia los Pirineos para tratar de entrar en el territorio de la antigua Galia romana. Entre los años 711 y 725 los musulmanes ocupan la Península salvo pequeños núcleos cristianos en Asturias y los Pirineos. En el año 720 llegaron incluso a tomar la ciudad de Narbona. Sin embargo su avance por el reino franco se vería frenado por la derrota en Poitiers en el año 732. Entre los años 751 y 756, una serie de malas cosechas fuerzan el repliegue de las tropas musulmanas hacia el sur del Duero, permitiendo la reorganización y recuperación de los cristianos del norte.
Crónica mozárabe del año 754 donde se narra la experiencia del momento de la conquista musulmana de la península ibérica desde el punto de vista cristiano:

En este tiempo, en la era 749, año cuarto del imperio de Justiniano, nonagésimo segundo de los árabes, (...) el propio Musa, como las columnas de Hércules lo encaminaban hacia esta desdichada (...), atravesando el estrecho de Cádiz penetra en ella —injustamente destrozada desde tiempo atrás e invadida— para arruinarla sin compasión alguna. Después de arrasarla hasta Toledo, la ciudad regia, y azotar despiadadamente las regiones circundantes con una paz engañosa (...) Y así, con la espada, el hambre y la cautividad devasta no solo la Hispania ulterior sino también la citerior hasta más allá de Zaragoza, ciudad muy antigua y floreciente, poco ha desprovista de defensas porque así lo quiso Dios. Con el fuego deja asoladas hermosas ciudades, reduciéndolas a cenizas; manda crucificar a los señores y nobles y descuartizar a puñaladas a los jóvenes y lactantes. De esta forma, sembrando en todos el pánico, las pocas ciudades restantes se ven obligadas a pedir la paz, e inmediatamente, complacientes y sonriendo, con cierta astucia conceden las condiciones pedidas.
Crónica mozárabe, (754) (trad. López Pereira, Zaragoza, 1980. pp 69-73)

La veloz y contundente invasión islámica, además de los factores que propiciaron la expansión mundial del islam, se explica por las debilidades que afectaban al reino visigodo:
- El frágil e incompleto dominio que ejercía sobre el territorio peninsular, puesto que en 711 el rey Rodrigo se hallaba dirigiendo una campaña militar en el norte.
- La división de sus élites, con enfrentamientos vinculados a la elección de los sucesores al trono de una monarquía no hereditaria y electiva.
- Una aristocracia terrateniente de tardía conversión al catolicismo, superpuesta a una población libre o servil con condiciones vitales muy duras, en la que existía un fuerte descontento. Muchos recibieron la conquista como una mejora de su situación.[cita requerida]
- La decadencia de la actividad mercantil derivó en una minusvaloración de la población judía[cita requerida], que en gran medida la protagonizaba. Los musulmanes pudieron ver una ventaja en la situación de las minorías hebrea, amparándola bajo la jurisdicción islámica.

Tras la invasión, la resistencia cristiana cristaliza en dos focos de los cuales Asturias fue el más precoz.

### El foco asturiano

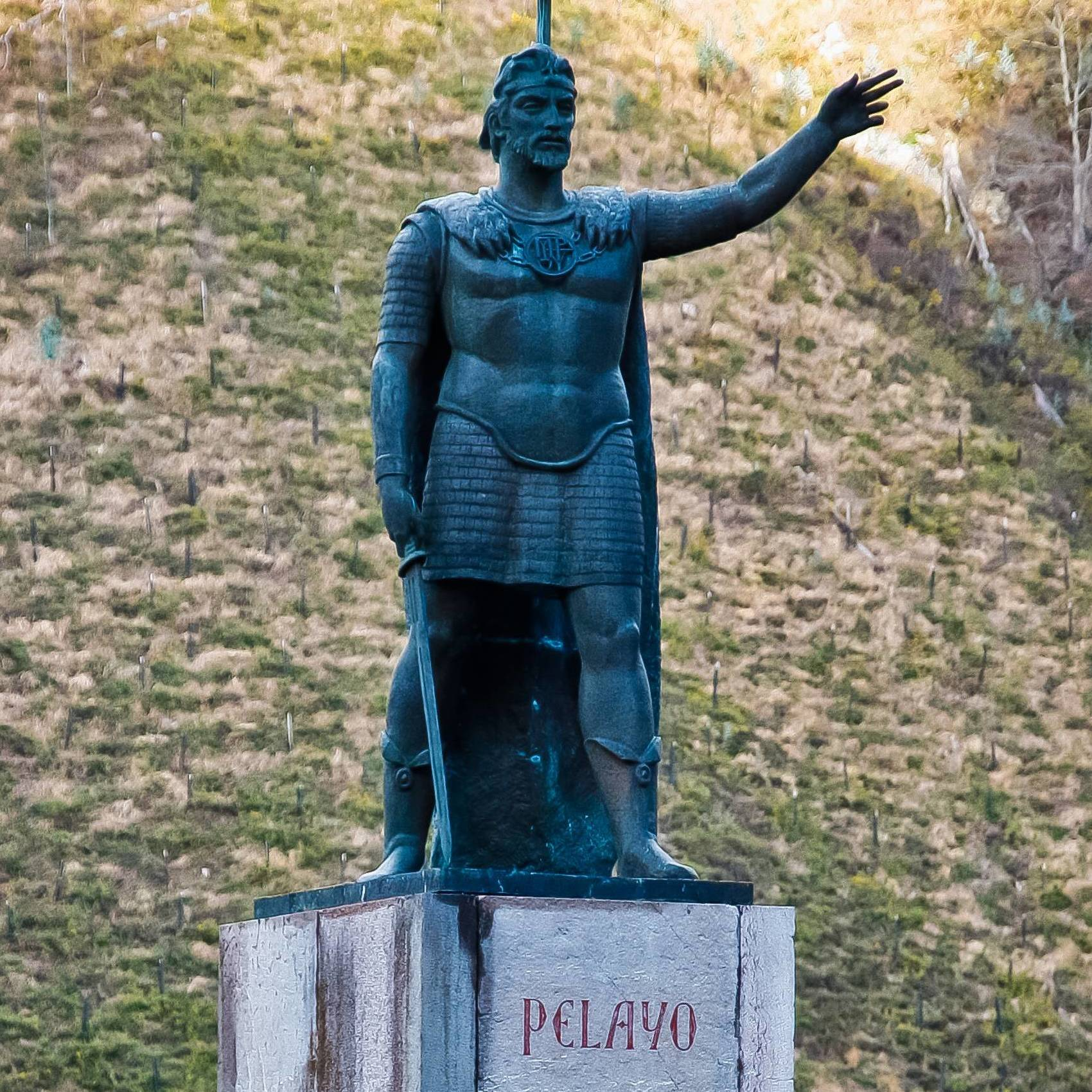
Estatua de Don Pelayo en Covadonga

Tras la invasión islámica, una minoría cristiana escapó al norte de la península ibérica. Del núcleo asturiano surgió una monarquía cuyo poder les permitiría avanzar en los años siguientes hasta la línea del Duero, entre Oporto y Simancas. En el año 718 se sublevó un noble llamado Pelayo (718-37). Fracasó, fue hecho prisionero y enviado a Córdoba (los escritos usan la palabra «Córdoba», pero esto no implica que fuera la capital, ya que los árabes llamaban Córdoba a todo el califato).[cita requerida] Sin embargo, consiguió escapar y organizó una segunda revuelta en los montes de Asturias, que empezó con la batalla de Covadonga en 722. Esta batalla se considera el comienzo de la Reconquista. La interpretación es discutida: mientras que en las crónicas cristianas aparece como «una gran victoria frente a los infieles, gracias a la ayuda de Dios»,[cita requerida] los cronistas árabes[cita requerida] la describen como un enfrentamiento con un reducido grupo de cristianos, a los que tras vencer se desiste de perseguir al considerarlos inofensivos. Probablemente fuera una victoria cristiana sobre un pequeño contingente de exploración[cita requerida]. La realidad es que esta victoria de Covadonga, por pequeñas que fueran las fuerzas contendientes, tuvo una importancia tal que creó en torno a Don Pelayo, un foco de independencia del poder musulmán que le permitió mantenerse independiente en Oviedo e ir incorporando nuevas tierras a sus dominios. Con Alfonso I de Asturias (739-757) el reino se benefició de las dificultades de al-Ándalus y de la inmigración de cristianos venidos del valle del Duero, que quedó prácticamente despoblado. Este aporte humano permitió a los reyes de Asturias ampliar sus dominios.
En cualquier caso, los árabes desistieron de controlar la zona más septentrional de la península, dado que en su opinión, dominar una región montañosa de limitados recursos e inviernos extremos no valía la pena. Además, la fuerte resistencia de los francos en Aquitania y Septimania les impidió destinar fuerzas a la cornisa cantábrica. Los cristianos de la zona no representaban un peligro, y controlar el extremo más alejado supondría más costes que beneficios.[cita requerida] Las poblaciones astures y cántabras emprendieron una campaña de resistencia y depredación contra las tierras del Duero. El yerno de Pelayo, Alfonso I de Asturias, aprovechó la crisis interna del emirato de Córdoba para extender el control desde Galicia a Álava. La sorprendente expansión y consolidación del minúsculo reino con el largo reinado de Alfonso II (791-842), quien ya pudo vencer en batalla campal a los musulmanes, recuperó conscientemente la herencia visigoda (officium palatinum), favoreció la creación de monasterios y estableció la capital en Oviedo. Esta situación preocupó a las autoridades califales, por lo que se llevaron a cabo sucesivas incursiones (en tiempos de Alfonso II, se hizo una cada año en territorio asturiano), pero el reino sobrevivió y se siguió expandiendo, con sonoras victorias como la batalla de Lutos, Polvoraria y la toma de Lisboa en 798. La aparición del presunto sepulcro del apóstol Santiago en Compostela sirvió para fortalecer la identidad e ideología del reino.
El reino de Asturias era inicialmente de carácter astur, pero fue sometido en sus últimas décadas a una sucesiva gotificación debida a la influencia de los inmigrantes de cultura hispanogoda que huían desde el sur. Asimismo, fue un referente para parte del espacio cultural europeo con la batalla contra el adopcionismo, al romper con el obispado de Toledo. El reino estuvo por épocas muy vinculado al reino de los francos, sobre todo a raíz del «descubrimiento» del supuesto sepulcro del apóstol Santiago. Esta idea «propagandista» consiguió vincular a la Europa cristiana con el pequeño reino del norte, frente al sur islamizado. La emigración de clérigos mozárabes a Asturias permitió crear la doctrina que consideraba al rey como heredero de los visigodos, con derechos a avanzar hacia el sur sobre los territorios de al-Ándalus. Esta doctrina proporcionó a la nueva monarquía elementos propios de las tradiciones godas.

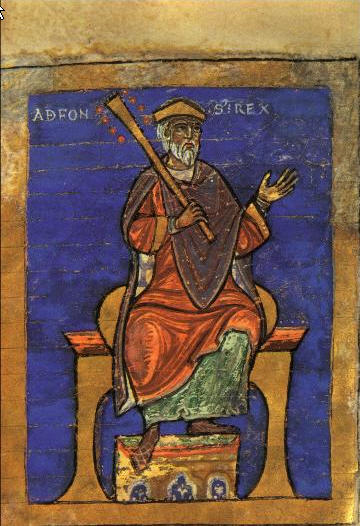
Miniatura del de Alfonso II de Asturias

Alfonso el Magno reinó cincuenta y un años. En el undécimo de su reinado fue depuesto por un rebelde y recluido en el monasterio de Ablaña. Liberado por un tal Teuda y otros fieles, fue repuesto en el trono del reino de Oviedo. Alfonso hizo en Oviedo una admirable iglesia de piedra y cal dedicada a San Salvador y los doce apóstoles y edificó la de Santa María con sus tres altares. Construyó igualmente la basílica de San Tirso, admirable edificio, y adornó cuidadosamente estas casas de Dios con arcos y columnas de mármol, oro y plata y lo mismo que hizo con los palacios del rey, las decoró con pinturas. Estableció en Oviedo todo el ceremonial de los godos, tal como se había desarrollado en Toledo, tanto en la organización de la Iglesia como en la del palacio.
Crónica albeldense, finales del siglo IX

### El foco pirenaico: formación de los reinos

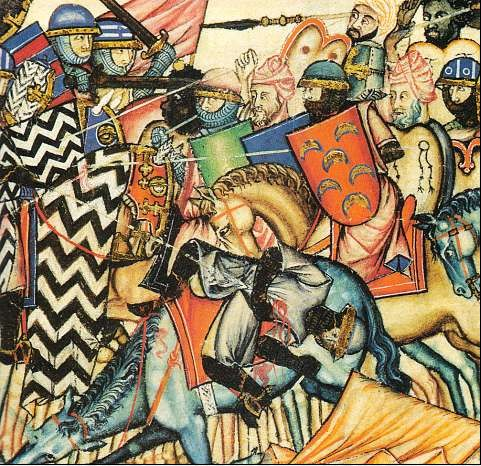
Dibujo de la batalla del libro de Cantigas de Alfonso X el Sabio

Se originó a partir de la resistencia carolingia (el caudillo franco Carlos Martel había rechazado la invasión musulmana de Aquitania en la batalla de Poitiers en 732). Posteriormente su sucesor, Carlomagno, trató de hacer retroceder a los musulmanes mediante una expedición en el valle del Ebro, consiguiendo conquistar Barcelona y Gerona. Con todo, la expedición fue un desastre tras la derrota ante los vascones en la batalla de Roncesvalles, tal y como narra la Chanson de Roland. Tras este fracaso creó la Marca Hispánica como barrera defensiva (frontera militar del sur), que con el tiempo dio origen a otros focos cristianos en la península: el reino de Pamplona, los actualmente llamados condados catalanes, y los de Aragón, Sobrarbe y Ribagorza.

#### Marca Hispánica

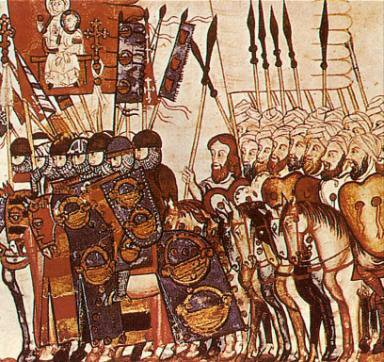
Guerreros cristianos y musulmanes

El territorio situado entre el oriente de Navarra y el mar se dividió en condados sometidos a los francos. Los condados catalanes fueron divisiones de la zona occidental de la Marca Hispánica y los condados de Aragón, Sobrarbe y Ribagorza ocupaban la zona intermedia. Fue una zona de contención militar que tomaron los francos para frenar las incursiones sarracenas. Si bien la intención inicial de estos era llevar las fronteras hasta el Ebro, la Marca quedó delimitada por los Pirineos en el norte y por el río Llobregat en el Sur. Los francos favorecieron la llegada de mozárabes, entre los que surgió con el tiempo un sentimiento contrario al dominio franco. Posteriormente se independizó del dominio franco gracias a la actuación de los condes Aznar Galíndez, conde de Aragón desde 809 hasta 820 y Wifredo el Velloso, que en el año 874 reunió y gobernó de forma autónoma los condados catalanes para legarlo luego a sus descendientes Borrell II (947-992) y Ramón Borrell (992-1018).
En la zona de los condados catalanes, el Condado de Barcelona se convirtió muy pronto en el dominante de la zona. Tras la unión dinástica entre el Reino de Aragón y el conjunto de condados vinculados al de Barcelona, tendría origen la Corona de Aragón, que extendería sus dominios hacia el sur y el Mediterráneo.

## El avance cristiano

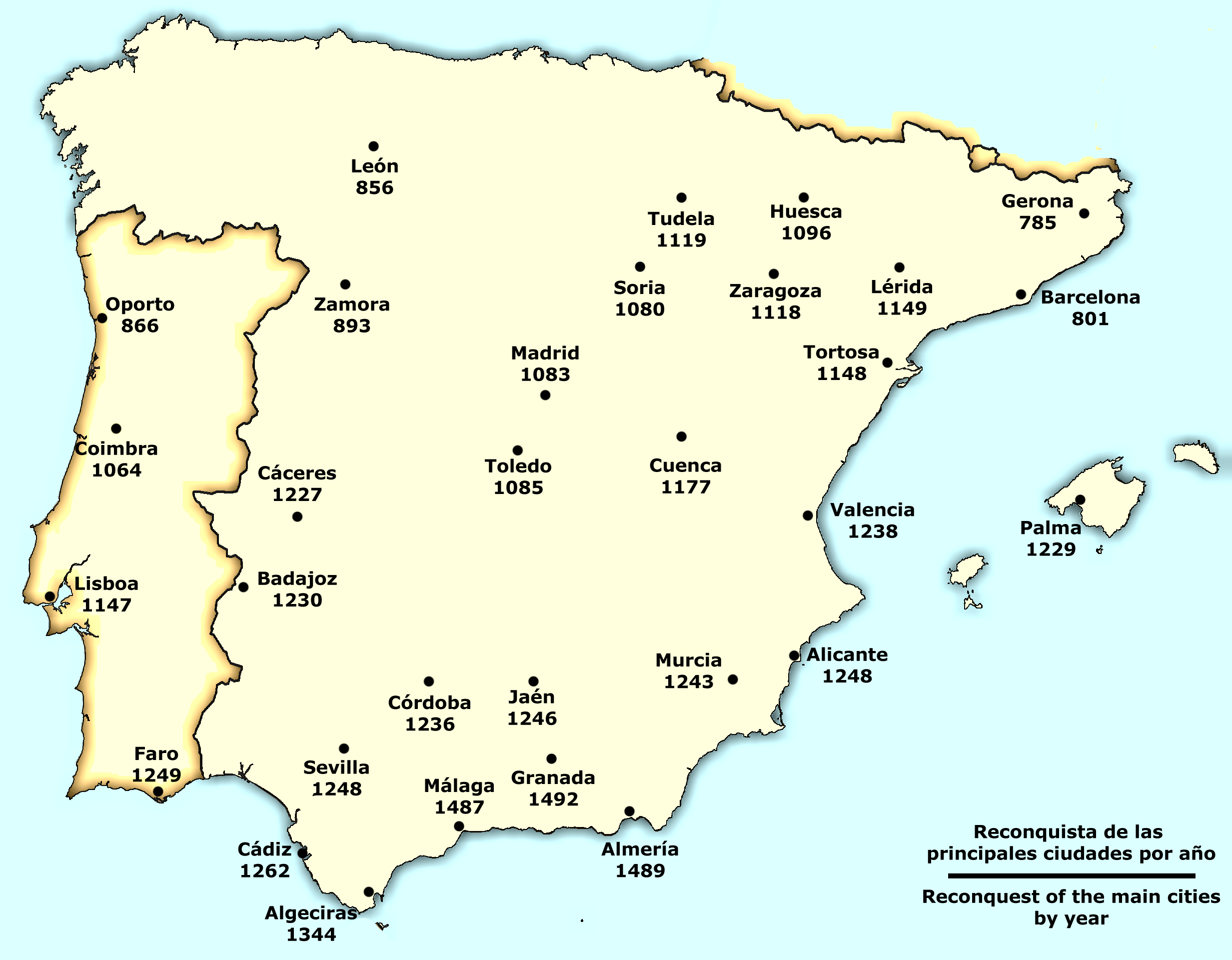
Reconquista de las principales ciudades por año superpuesta a las actuales fronteras hispano-lusas

Los reinos de taifas en 1037

Los reinos peninsulares en 1360

El avance de los reinos cristianos en la península ibérica fue un proceso lento, discontinuo y complejo, en el que se alternaron períodos de expansión con otros de estabilización de fronteras y en el que muchas veces los diferentes reinos o núcleos cristianos siguieron también ritmos de expansión distintos, a la vez que se remodelaban internamente, con uniones, divisiones y reagrupaciones territoriales de signo dinástico.También cambiaba internamente la forma y fuerza del poder musulmán peninsular al que se enfrentaban, experimentando diversas fases de poder centralizado y períodos de disgregación.
La expansión conquistadora estuvo salpicada de continuos conflictos y cambiantes pactos entre reinos cristianos, negociaciones y acuerdos con poderes regionales musulmanes y, puntualmente, alianzas cristianas más amplias, como la que se dio en la batalla de Simancas (939), que aseguró el control cristiano del valle del Duero y del Tormes; o la más sonada (por su excepcionalidad) y de más amplios vuelos en la batalla de las Navas de Tolosa en 1212, que supuso el principio del fin de la presencia almohade en la península ibérica. El estudio de tan dilatado y complejo proceso pasa por el establecimiento de diferentes fases en las que los historiadores han establecido perfiles diferenciados en los ritmos y características de conquista, ocupación y repoblación.

### SiglosVIIIaX
Derrotado el reino visigodo de Toledo entre el año 711 y el 714, al margen de la invasión solo queda una estrecha franja montañosa en el norte peninsular. El principal esfuerzo de estos primeros núcleos de resistencia hasta el siglo X irá dirigido a consolidar nuevas estructuras político-institucionales sobre una realidades socioeconómica en transformación (el asentamiento masivo de población huida del avance musulmán), configurando las bases del feudalismo en la península ibérica. Al oeste se afianzó el reino asturiano, extendiéndose entre Galicia, el Duero y el Nervión. Al este la Marca defensiva carolingia germinará en diferentes núcleos cristianos pirenaicos. Su precaria situación quedará demostrada durante el reinado de Abd al-Rahman III (912-961), cuando reconocieron la soberanía del Califato y se convirtieron en estados tributarios.
Durante el siglo IX y a comienzos del X, los territorios cristianos asistieron a un incremento de la población y al desarrollo de la colonización y explotación de tierras. Los avances de las conquistas fueron lentos al principio, durante los últimos años del reinado de Alfonso II (Brañosera, 824), para acelerarse con posterioridad desde mediados del siglo IX, durante los reinados de Ordoño I y Alfonso III -Braga, Tuy, Astorga, León, Amaya, Briviesca, Miranda, Oporto (868), Simancas (889) y Zamora (893)-. En la zona castellana serían incorporadas a territorio cristiano: Clunia, Roa, San Esteban de Gormaz (912) y Osma. En el año 914 durante el reinado de Sancho Garcés I se añadiría la zona alta de La Rioja.

#### Asturias
El avance sobre el valle del Duero a lo largo del siglo IX parece confirmar la visión goticista iniciada con Alfonso III el Magno (866-910).[cita requerida] En el año 856 se produce la toma de León, siendo la nueva sede de los monarcas para administrar mejor los nuevos territorios. Con Alfonso III la frontera quedó fijada en el Duero gracias a la política de colonización llevada adelante con habitantes de las montañas y huidos cristianos de la zona islámica. Las tierras de repoblación pasan a ser propiedad de los labriegos en lo que se conoce como presuras. Estos campesinos llevaban una vida rudimentaria, basada fundamentalmente en la ganadería y agricultura, constituyendo pequeños núcleos.
El Reino de Asturias tuvo varias escisiones. La primera, a la muerte del rey Alfonso III el Magno, que repartió sus dominios entre tres de sus cinco hijos: García, Ordoño y Fruela. Estos dominios incluían, además de Asturias, los condados de León, Castilla y Galicia y las marcas de Álava y Portugal (esta última, frontera sur de Galicia). García se quedó León, Álava y Castilla, fundando el Reino de León. Ordoño se quedó el Reino de Galicia y Fruela se quedó Asturias.

#### León

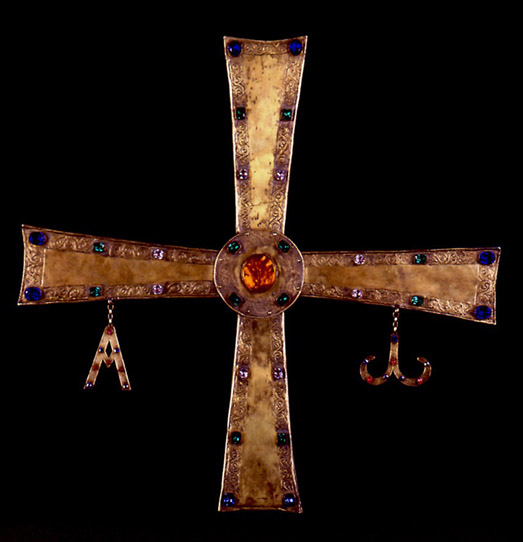
Cruz de Peñalba, entregada por Ramiro II al monasterio de Santiago de Peñalba tras la victoria en la batalla de Simancas

En la primera mitad del siglo X se llegó a superar la línea del Duero, avanzando hasta Salamanca y Coímbra. En la zona oriental del Duero se produjeron choques más duros contra los musulmanes, entre los que destacamos la derrota de las fuerzas conjuntas de Ordoño II de León y Sancho Garcés I de Pamplona en la Valdejunquera (920) contra el emir Abderramán III y la victoria de Ramiro II (931-951) en Simancas (939). Ramiro II repobló Sepúlveda y la cuenca del Tormes. A Ordoño III de León (951-956) sucede Sancho I (956-958) por presiones de la facción navarra, cuya influencia culmina con Ramiro III.
El avance cristiano al sur del Duero no terminó consolidándose a causa de la reunificación de al-Ándalus por Abderramán III, que en el año 929 se autoproclamó califa, iniciando el Califato de Córdoba. Será bajo su gobierno que la zona islámica peninsular alcanzará su cenit político, económico y cultural. El territorio cristiano sufrió ataques con las aceifas de Almanzor, canciller del Califato de Córdoba y hayib o chambelán del califa Hisham II (976-1009). Se perdieron todas las plazas situadas al sur del Duero y la mayoría de las ciudades importantes del norte peninsular, como Santiago, León y Barcelona, sufrieron asaltos y daños importantes.

#### Castilla
Castilla (territorium Castellae) fue mencionada por primera vez en un documento en el año 800. Era la zona más oriental de León y expuesta a las incursiones islámicas del valle del Ebro y se correspondía al valle alto del río Trueba, al norte de la provincia de Burgos y al pie de la Cordillera Cantábrica. Se trataba de un condado poblado fundamentalmente por vascones cristianizados que había ido adquiriendo autonomía a medida que declinaba el poder de los reyes de León. Se fue consolidando un estilo de vida propio de la zona de frontera: una sociedad fuertemente jerarquizada en lo militar (con unos condes muy autónomos con respecto al poder de los reyes de León), habituada a la guerra y al botín por un lado y a las relaciones mercantiles con al-Ándalus por otro. El condado de Castilla se hizo hereditario por primera vez con Fernán González (930-970). La expansión castellana, tanto guerrera como pacífica, tuvo como resultado lejano la construcción de un amplio conjunto de territorios desde el Atlántico al Mediterráneo. En su avance hacia territorios despoblados del sur durante los siglos IX y X se definirán dos zonas: «Castilla Vieja», que correspondería a los territorios al norte del Duero, y lo que quedaría al sur hasta la Cordillera Central o Extrema Dorii, que durante mucho tiempo conservará un derecho propio y unas instituciones urbanas particulares.

#### Navarra
El Reino de Pamplona, posteriormente llamado Reino de Navarra, tuvo como origen la propia familia gobernante, que había pactado la expulsión de las tropas francas de Pamplona con los muladíes de Tudela, la familia Banu Qasi. Su primer rey fue Íñigo Arista (820-851). Tras él, el nuevo reino logró mantener la autonomía con García Íñiguez (851-70) y Fortún Garcés (870-905). A principios del siglo X, la familia Jimena sustituye a la Arista y el primer rey es Sancho Garcés I (905-26), que tiene un gran éxito militar.[cita requerida]
Referencia a Sancho Garcés I en la Crónica albeldense (881):

En la era 944 [año 906] surgió en Pamplona un rey de nombre Sancho Garcés. Fue hombre de inquebrantable veneración a la fe de cristo, piadoso con todos los fieles y misericorde con los católicos primidos. ¿A qué decir mucho? En todas sus acciones se mostró magnífico guerrero contra las gentes de los ismaelitas; causó múltiples desastres a los sarracenos. Este mismo conquistó, en Cantabria, desde la ciudad de Nájera hasta Tudela, todas las plazas fuertes. Desde luego la tierra de Degio, con sus villas, la poseyó entera. La tierra de Pamplona la sometió a su ley, y conquistó asimismo todo el territorio de Aragón con sus fortalezas. Luego, tras eliminar a todos los infieles, el vigésimo año de su reinado partió de este mundo.
Crónica albeldense (s. XI)

Le seguirán García Sánchez I (926-70), Sancho Garcés II (970-94) y García Sánchez II (994-1000). La economía del reino estaba basada fundamentalmente en la agricultura y el pastoreo, con algunos contactos comerciales con los musulmanes. Pamplona llegó a controlar lo que actualmente es Navarra (su origen), La Rioja (llamado entonces «Reino de Nájera») y lo que en la actualidad es el País Vasco, y a unir dinásticamente los condados de Castilla, dependiente de León pero muy autónomo, y Aragón (tras haberse constituido como dinastía hereditaria con el conde Aznar Galíndez), Sobrarbe y Ribagorza en los Pirineos en tiempos de Sancho el Mayor (1004-1035). A su muerte legó su reino patrimonial (el Reino de Pamplona) a García Sánchez III de Pamplona (1035-54), a quien [[''de iure]], deberían estar subordinados los tenentes de las otras zonas de su reino: Fernando, que recibió el condado de Castilla, Ramiro, que recibió el condado de Aragón y Gonzalo, el menor de los hermanos, que heredó Sobrarbe y Ribagorza. Tras anexionarse Sobrarbe y Ribagorza en 1045, Aragón se independiza.

### SiglosXIyXII
La disgregación del Califato en una treintena de taifas, coincidirá con la reorganización y consolidación política de los reinos hispano-cristianos y facilitará un lento avance cristiano por la Meseta norte y el valle del Ebro. Ello será financiado con las imposiciones tributarias (parias) a que sometieron a los reinos musulmanes Fernando I de Castilla y León (1035-1065), Sancho Garcés IV de Pamplona (1054-1076), Sancho Ramírez de Aragón (1064-1094) y Ramón Berenguer I de Barcelona (1035-1076), convirtiéndolos virtualmente en protectorados. Es un período de europeización, con la apertura a las corrientes culturales continentales (Cluny, Císter) y la aceptación de la supremacía religiosa de Roma. La guerra con al-Ándalus se plantea ya como una guerra de reconquista, provocando que la frontera adquiera un carácter de provisionalidad permanente. El avance castellano-leonés (Toledo, 1085) provocó sucesivas invasiones norteafricanas –almorávides y almohades– que evitaron el colapso de la España musulmana. La repoblación entre el Duero y el Tajo se produce con colonos libres formando concejos con amplia autonomía (fueros), mientras que en el Ebro, los señoríos cristianos explotarán a la población agrícola musulmana.

#### Aragón

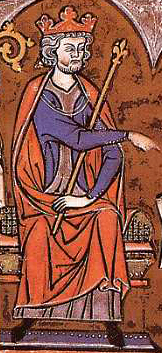
Representación de Jaime I de Aragón de la época. Pertenece a los Fueros de Aragón compilados en el Vidal Mayor (1247-1252)

El Reino de Aragón tiene su origen en un condado perteneciente a la Marca Hispánica. Se uniría al de Pamplona gracias al enlace dinástico de Andregoto Galíndez con García Sánchez I en el año 943. Tras la muerte de Sancho III de Navarra en 1035, legó a su hijo Ramiro (1035-63) el dominio del condado de Aragón. Tras anexionarse los condados de Sobrarbe y Ribagorza, Ramiro I establecería un reino de facto que comprendía los tres antiguos condados y ocupaba los Pirineos centrales. En 1076, durante el reinado de Sancho Ramírez de Aragón, llegó a anexionarse Navarra. Durante el reinado de Alfonso I el Batallador y tras una dura lucha con las taifas de Zaragoza, el reino aragonés llegó al Ebro, conquistando la capital en 1118. Tras la muerte de Alfonso I, los reinos de Aragón y Navarra se escinden al elegir cada uno a su gobernante.

#### Navarra
Incluye Castilla, León, Navarra y el bajo Aragón. Entre los años 1000 y 1035, Sancho el Mayor somete a la Iglesia a Roma con la reforma benedictina con Cluny como referencia. Tras García Sánchez (1035-54) el reino se divide entre castellanos y aragoneses.

#### Castilla
Tras ser un condado hereditario con Fernán González (923-970), pasa a ser un reino con Fernando I (1032-1065). Le siguen Sancho II (1065-72) y Alfonso VI (1072-1109). Auge del románico.

### SiglosXIIIyXIV
La alianza entre los reinos cristianos (Navas de Tolosa, 1212) logra el definitivo derrumbe del Ándalus, conquistando con gran celeridad el sur peninsular (salvo Granada), destacando la batalla del Estrecho donde entran en juego el último pueblo norteafricano que intervienen en la península, los benimerines. Esta expansión, protagonizada por las coronas de Castilla y Aragón, generará problemas debido a la absorción de un enorme volumen territorial y poblacional. En Andalucía y Murcia, la imposición de grandes señoríos –nobles guerreros y órdenes militares-, la expulsión de las poblaciones autóctonas –agrícolas y artesanas-, la crisis económica del siglo XIV y las guerras civiles que desangraron a los reinos castellanos bajomedievales, derivará en la decadencia económica del territorio. En Valencia y Alicante, los señoríos cristianos, de menor extensión, se superpondrán a una población musulmana que mantendrá la prosperidad económica. De esta forma se consolida la península ibérica como el territorio donde se contuvieron los intentos de expansión musulmana hacia el occidente europeo.
Comentario de Antonio Ubieto Arteta sobre la batalla de Las Navas de Tolosa, en el año 1212, que abrió a los reinos cristianos el acceso al valle del Guadalquivir:

La batalla se riñó el día 16 de julio de 1212, y los cristianos utilizaron la misma táctica que los almohades habían empleado por vez primera en Alarcos. El Miramamolín (emir-Al-muminin, o sea emir de los creyentes) almohade huyó a uña de caballo, y aquella misma noche llegó a Jaén. El botín cogido por los cristianos es incalculable. Basta señalar que el precio del oro se hundió inmediatamente en las ferias de Champaña y que el rey Sancho VII el Fuerte se convirtió a partir de esa batalla en el más acaudalado banquero del mundo occidental. Sus fabulosos préstamos se hicieron a base del oro cogido en esta batalla. Si económicamente la batalla fue un desastre para el mundo musulmán, desde el punto de vista demográfico prácticamente desapareció su ejército. Las cifras que dan los cronistas cercanos a los acontecimientos son muy dispares, pero parece que murieron entre cien mil y ciento cincuenta mil soldados musulmanes. Aunque no se conocen los efectivos numéricos del ejército musulmán, es evidente que las bajas sufridas fueron casi el total de las gentes capaces de llevar armas. Una masa tan considerable de cadáveres insepultos, sobre los que actuó el calor andaluz del verano, produjeron inmediatamente una epidemia de disentería, que impidió a los cristianos ocupar todo el reino musulmán. Es más, las escasas ciudades que tomaron inmediatamente, o que quedaron vacías por la huida de los musulmanes (Úbeda, Baeza), se tuvieron que abandonar. Sólo faltó que el siguiente año 1213 fuese de sequía, escasez y hambre para que la consecuencia lógica del éxito de las Navas de Tolosa no pudiese llevarse a efecto.
Ubieto, A. y otros: Introducción a la Historia de España. Barcelona, 1972

#### Aragón
La unión dinástica que se produjo con el matrimonio de Petronila (hija única del rey de Aragón, años 1157-1164) y Ramón Berenguer IV, conde de Barcelona (1131-1162), conformó la Corona de Aragón, agrupando al reino y a los condados. A pesar de ello, cada territorio mantuvo sus usos y costumbres consuetudinarios.
La Corona acabaría por unificar con el tiempo lo que hoy es Cataluña, arrebatando a los árabes el resto de Cataluña, la Cataluña Nueva, y anexionándose los restantes territorios.

Es de todos conocido que yo Ramiro, por la gracia de Dios rey de los aragoneses, di mi hija a Ramón, conde de los barceloneses junto con todo el honor de mi reino. Ahora también, con libre voluntad y fuerte ama de corazón, quiero, ordeno y mando a todos mis hombres, caballeros, clérigos y peones, que los castillos y fortificaciones y todos los demás honores los tengan y posean aquí adelante por el mismo conde Ramón como por rey deben tener y poseer, y que le guardan obediencia y fidelidad continuamente en todas las cosas así como rey. Y para que contra esto nada pueda ser pensado o maquinado por nadie, le dé, otorgue y concedo todo lo que me había reservado en esa misma carta de donación que le había hecho primero, en entregarle mi hija. Yo, Ramiro, rey de los aragoneses doy y otorgue todo lo que he mencionado, y se lo ratifique firmemente al citado Ramón, conde de los barceloneses, para que el que ahora le dé y lo que ya tenía lo retenga perpetuamente a mi servicio y fidelidad.
Contrato de esponsales entre el conde de Barcelona Ramón Berenguer IV y Petronila de Aragón (1137)

#### Castilla
Los condes de Castilla extendieron su control sobre Álava y Guipúzcoa, incorporada en el siglo XIII. Ambos territorios conservaron su lengua y amplia autonomía. Vizcaya sería incorporada a Castilla en el año 1379, conservando también sus fueros.

### SigloXV
La supervivencia del Emirato de Granada responde a varias razones: su condición de vasallo del rey castellano, su conveniencia como refugio de la población musulmana, el carácter montañoso del reino (complementado con una consistente red de fortalezas fronterizas), el apoyo norteafricano, la crisis castellana bajomedieval y la indiferencia de Aragón, que se hallaba ocupada en su expansión mediterránea. Además, la homogeneidad cultural y religiosa (sin población mozárabe) proporcionó al Estado granadino una fuerte cohesión. Su desaparición a finales del siglo XV –además de por sus interminables luchas dinásticas- se ensarta en el contexto de la construcción de un Estado moderno llevado a cabo por los Reyes Católicos a través de la unificación territorial y el reforzamiento de la soberanía de la Corona.

#### Aragón y Castilla
Sicilia es incorporada a la Corona de Aragón en el año 1479. Esta anexión coincide con las políticas de acercamiento entre Castilla y Aragón que se produce con el matrimonio en el año 1469 entre Isabel I [1451-1504] y Fernando II [1452-1516]. Los Reyes Católicos desarrollarán una política interior autoritaria donde se destaca la incorporación de los maestrazgos de las Órdenes militares a la Corona, la disminución de la autonomía de los municipios con el nombramiento de los corregidores y el aumento de las facultades de las Cortes, el reforzamiento o ampliación de los Concejos, la creación de la sala de Contadores (Hacienda), la reforma militar (nuevos reclutamientos), la mejora de la seguridad pública con la Santa Hermandad y la reforma de la justicia. El 2 de enero de 1492 se produjo la toma de Granada, dando fin al último reino islámico de la península ibérica. El 31 de marzo de ese mismo año se produjo la expulsión salvo bautismo de los judíos. Los conversos darán lugar a una nueva minoría llamada criptojudíos, perseguidos por el Santo Oficio.

## La repoblación

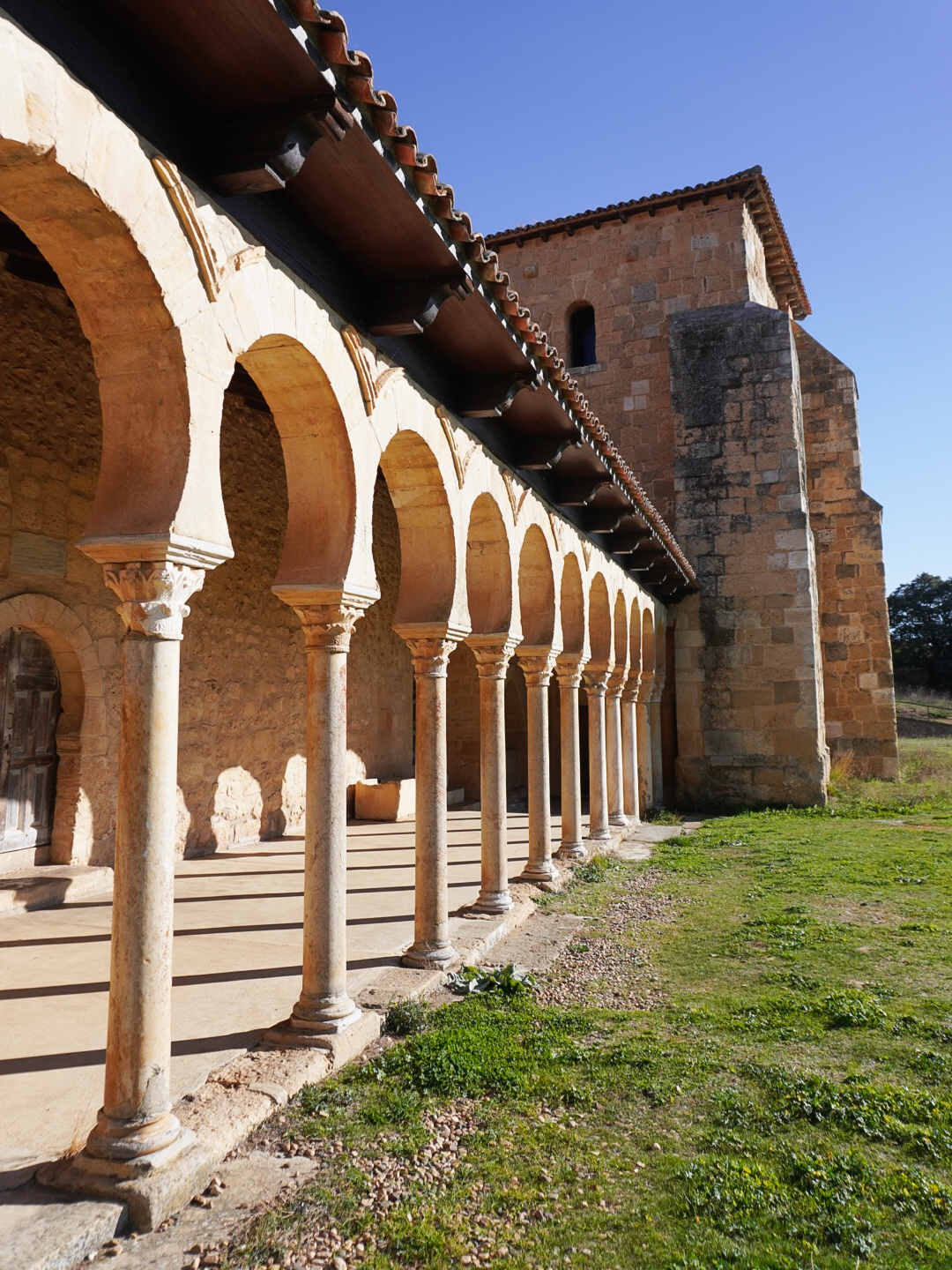
San Miguel de Escalada, levantado en la repoblación de tierras leonesas

En paralelo al avance militar, se produjo un proceso de repoblación con el asentamiento de población cristiana en territorios conquistados, que podía provenir de los núcleos septentrionales (de tierras montañosas, pobres y superpobladas), de las comunidades mozárabes del sur que emigraban al norte debido al incremento de la represión religiosa (al arte mozárabe se le denomina también arte de repoblación), e incluso provenientes de zonas de la Europa al norte de los Pirineos, a los que genéricamente se llamaba francos. La modalidad de asentamiento de esa población varió en sus características de acuerdo a la forma en que se produjo la conquista, el ritmo de la ocupación y el volumen de la población musulmana preexistente en el territorio. En las zonas que fueron frontera entre cristianos y musulmanes, nunca hubo un «vacío demográfico» o «zona despoblada», a pesar de que algunos documentos (que así lo pretendían, justificando de ese modo la legitimidad de las apropiaciones) dieron origen al concepto de «desierto del Duero», acuñado por la historiografía de comienzos del siglo XX (Claudio Sánchez Albornoz).
La llegada de los repobladores cristianos se testimonia arqueológicamente no solo en lo más evidente, como edificaciones religiosas o enterramientos, sino también con cambios en la cultura material, como la denominada cerámica de repoblación.
Sirviendo como hitos divisores los valles de los grandes ríos que cruzan la península ibérica de este a oeste, se han definido ciertas modalidades de repoblación, protagonizadas cada una por distintas instituciones y agentes sociales en épocas sucesivas:
- Entre la Cordillera Cantábrica y el Duero. En una verdadera «cultura de frontera», el rey atribuye durante los siglos VIII y XI tierras deshabitadas a hombres libres que debían defenderse a sí mismos en un entorno inseguro, y ocupar la tierra que ellos mismos iban a cultivar (presuras). Un proceso en cierta forma similar se denomina aprisio en los núcleos pirenaicos. A medida que la frontera se alejaba hacia el sur, la independencia inicial que caracterizó el espíritu del condado de Castilla (caballeros-villanos, behetrías) se fue sustituyendo por formas más equiparables al feudalismo europeo, con el establecimiento de señoríos monásticos y nobiliarios. De acuerdo con el historiador Ladero Quesada, el siglo X fue «clave en el proceso de colonización de las tierras así incorporadas, cuya población anterior debía ser muy escasa y carente de organización».[71] Y Ladero añade «el proceso colonizador era parte de la expansión dinámica de una sociedad coherente o en camino de adquirir esa coherencia hasta hacerla cristalizar tanto en formas de poblamiento como en formas de pensamiento y organización comunes».[71]

- Entre el Duero y el Sistema Central. En los siglos XI y XII se establecieron concejos municipales a los que se atraía a la población mediante el establecimiento de privilegios colectivos fijados por escrito en cartas aforadas (cartas pueblas o fueros). Estas ciudades ejercían el papel de verdaderos señores colectivos sobre el campo circundante (alfoz) con el que formaban comunidades de villa y tierra: Salamanca, Ávila, Arévalo, Segovia, Cuéllar, Sepúlveda, Soria, etc.
- En el Sistema Ibérico. En el solar de la antigua Celtiberia, se establecen a partir de 1131 instituciones que en un principio son similares a las comunidades de villa y tierra, pero que en pocos años se independizan de las ciudades de las que son vasallas, constituyéndose en el Reino de Aragón las comunidades de aldeas en la Extremadura aragonesa, con amplias libertades para sus pobladores y con representación en Cortes.
- Valle del Tajo. Sin mucha aportación nueva de repobladores, se mantuvo gran parte de la población autóctona de la Taifa de Toledo (una zona densamente poblada). Se inició desde la conquista de Toledo (1086) y de forma simultánea a la repoblación del espacio más al norte, con la que comparte formas jurídicas equivalentes, como Talavera, Madrid, Guadalajara, Talamanca, Alcalá de Henares, etc. Cada comunidad definida por su origen étnico-religioso (judíos, musulmanes, mozárabes y castellanos) contó con un estatuto jurídico particular. Tras la invasión almorávide se expulsó a los musulmanes, castellanizándose el reino. La sede arzobispal toledana se enriqueció con las propiedades de las mezquitas y la adquisición de otras, particularmente de familias mozárabes (mesa arzobispal de Toledo, montes de Toledo).
- Valle del Ebro. Durante la primera mitad del siglo XII, los grandes núcleos urbanos como Tudela, Zaragoza y Tortosa mantienen la población musulmana, al tiempo que entran en el territorio oleadas de mozárabes, francos y catalanes que se establecen siguiendo el sistema del repartimiento, ocupando las casas abandonadas.
- Cuencas medias del Guadiana, del Júcar y del Turia. Entre finales del siglo XII y principios del XIII, el rey concede a las órdenes militares españolas grandes señoríos (encomiendas), principalmente en Extremadura, La Mancha y El Maestrazgo. Alrededor de sus castillos se asientan poblaciones campesinas con libertades muy recortadas, no formándose Concejos de relevancia.
- Valles del Guadalquivir y del Segura, llanura litoral valenciana e islas Baleares. Durante el siglo XIII la repoblación se realiza mediante repartimientos de donadíos (grandes extensiones concedidas a los más altos nobles, funcionarios, órdenes militares e instituciones eclesiásticas) y heredamientos (medianas y pequeñas parcelas entregadas a caballeros de linaje, caballeros y peones). La población musulmana permaneció en las zonas castellanas hasta la revuelta mudéjar de 1264, lo que determinó su posterior expulsión, posibilitando de esta forma el aumento de los grandes señoríos. En el reino de Valencia la población musulmana se mantuvo en las zonas rurales hasta la expulsión de los moriscos de 1609.

Repoblaciones emprendidas tras la toma de Simancas por Ramiro II, en 939. Sampiro fue un cronista del reino de León quien redactó la obra conocida Crónica de Sampiro, del siglo XI. Este texto tiene importancia debido a que la Crónica albeldense finaliza su relato en el año 883:

Después Abderramán, rey cordobés, se aproximó rápidamente a Simancas con un gran ejército. Nuestro rey católico, al oír esto, se dispuso a ir allí con un gran ejército. Y, después de combatir uno contra otro, el Señor dio la victoria al segundo día víspera de la fiesta de los Santos Justo y Pastor, fueron aniquilados 80 000 de ellos. También fue capturado allí mismo por los nuestros el mismo Abohahia, rey agareno, llevado a León y metido en prisión: porque mintió fue hecho prisionero por Don Ramiro, según el recto juicio de Dios. Pero aquellos que habían permanecido en su sitio, tomando un camino, se dieron a la fuga. Pero el rey persiguiéndolos en cuanto llegaron a una ciudad que se llama Alhandega, fueron alcanzados allí mismo por los nuestros y aniquilados. Pero el propio rey Abderramán escapó semimuerto. De allí los nuestros se llevaron muchos despojos, naturalmente oro, plata y vestidos de mucho valor. El rey ciertamente ya seguro, se dirigió a su casa en paz tras su gran victoria. Después, al segundo mes se dispuso a ir a las orillas del Tormes en expedición militar y allí pobló ciudades abandonadas. Estas son: Salamanca, antigua sede de campamento, Ledesma, Ribas, Baños, Alhandega, Peña y otros muchos castillos, que es largo enumerar.
Sampiro, Chronicon. Recogido por Fr. J. Pérez de Ubriel, Sampiro, su crónica y la monarquía leonesa en el siglo X, Madrid, 1952, 282-283

Las comunidades cristianas peninsulares, tanto en territorio musulmán como cristiano, desarrollaron su propio rito diferente al del resto de la cristiandad de Occidente. Esto será reprochado por el papado en el siglo XI, tal y como lo expresó Gregorio VII:

Ya que el Beato apóstol Pablo declaró claramente que había ido a España y que después, desde la ciudad de Roma, habían sido enviados por los apóstoles Pedro y Pablo siete obispos que, destruida la idoloatría, fundaron la cristiandad, implantaron la religión, mostraron el orden y el oficio de los cultos divinos, fundaron iglesias y las consagraron con su sangre, no cabe lugar a duda de cuánta unidad tuvo España con la ciudad de Roma en la religión y el orden de los divinos oficios. Pero después que el reino de España fue durante largo tiempo mancillado por la locura de los priscilistas, depravado por la perfidia de los arrianos y separado del rito romano por la invasión de los godos primero, y finalmente de los sarracenos, no solo disminuyó  la práctica de la religión sino que también las obras fueron perversamente destruidas. Por lo tanto como a hijos muy queridos os exhorto y aviso para que, como buenos hijos también después de una gran rotura, reconozcáis por fin como madre verdadera a vuestra Iglesia romana y os reunáis al mismo tiempo con nosotros, vuestros hermanos, y recibáis y tengáis, como los restantes reinos de Oriente y Occidente, el orden y oficio de la Iglesia romana, no la de Toledo ni la de ninguna otra parte.
Gregorio VII a Alfonso VI de Castilla y Sancho IV de Navarra (1074), apud D. MANSILLA: La documentación pontificia hasta Inocencio III, pp. 15-16

## Fin de la Reconquista
Los Reyes Católicos acabaron la reconquista de España el 2 de enero de 1492 con la toma de Granada. Esto dio origen a una festividad que se lleva a cabo el 2 de enero de todos los años. El emir Boabdil, de la dinastía Nazarí, tuvo que abandonar Granada. La tolerancia religiosa que había hasta entonces dejó de serlo con la expulsión de los judíos en 1492, y con la prohibición del culto islámico en Granada en 1500, contra los términos pactados. Acabó del todo un siglo después con la expulsión de los moriscos, homogeneizando así toda la península.

### Conversiones y expulsiones
Como en otras partes del mundo musulmán, a los cristianos y judíos se les permitió conservar sus religiones, con sus propios sistemas legales y tribunales, pagando un impuesto, el yizia. La sanción por no pagarlo era la prisión.

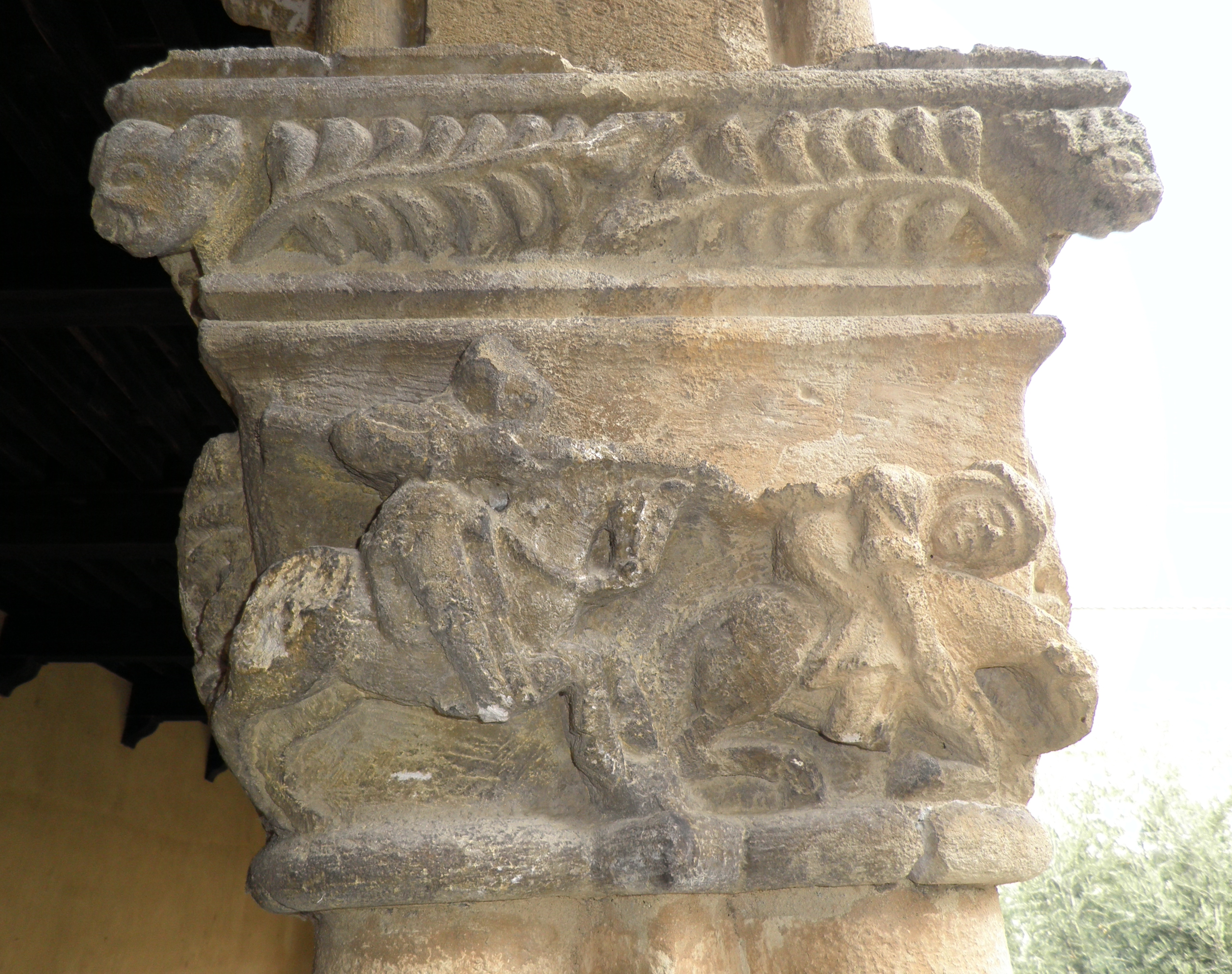
Representación de la derrota de las tropas musulmanas en un capitel del monasterio de Sta. Mª la Real de Nieva

La nueva jerarquía cristiana exigió fuertes impuestos a los no cristianos y les otorgó derechos, como en el Tratado de Granada (1491) solo para los moros en la que fue la Granada islámica reciente. El 30 de julio de 1492, toda la comunidad judía, unas 200 000 personas, fueron expulsadas por la fuerza. Al año siguiente, el decreto de la Alhambra ordenó la expulsión de judíos practicantes, lo que llevó a muchos a convertirse al catolicismo. En 1502, la reina Isabel I declaró obligatoria la conversión al catolicismo dentro del Reino de Castilla. El rey Carlos I hizo lo mismo con los moros en el Reino de Aragón en 1526, forzando las conversiones de su población musulmana durante la rebelión de las Germanías. Muchos funcionarios locales aprovecharon la situación para confiscar propiedades.

### Situación morisca
Los moriscos, descendientes de aquellos musulmanes que se sometieron a la conversión al cristianismo, en lugar de ir al exilio, durante los primeros tiempos de la Inquisición española y portuguesa fueron expulsados de España después de una grave agitación social, cuando la Inquisición estaba en su apogeo. Las expulsiones se llevaron a cabo de manera más severa en el este de España (Valencia y Aragón) debido a la animosidad local hacia los musulmanes y moriscos, donde los trabajadores locales los consideraron como rivales económicos, ya que eran vistos como mano de obra barata que socavaba su posición de negociación con los propietarios.[cita requerida] Las exacciones impuestas a los moriscos allanaron el camino [cita requerida] para una importante revuelta de los moriscos que tuvo lugar en 1568, que terminó con la expulsión definitiva de los moriscos de Castilla en 1609, siendo expulsados de Aragón casi al mismo tiempo.